# ГЕС Касекнан
ГЕС Касекнан — гідроелектростанція на Філіппінах на острові Лусон. Використовує деривацію з річок Касекнан і Таан — лівого та правого витоків Кагаян, яка тече у північному напрямку між гірськими системами Кордильєра-Сентраль на заході та С'єрра-Мадре на сході до впадіння у Лусонську протоку (прохід Бабуян), яка з'єднує Філіппінське та Південно-Китайське моря.
У межах проекту звели дві бетонні водозабірні греблі:
- висотою 21 метр то довжиною 90 метрів на Таан, яка утримує водосховище з корисним об'ємом 0,49 млн м3;
- висотою 38 метрів та довжиною 120 метрів на Касекнан, котра створює не набагато більший резервуар з корисним об'ємом 1,14 млн м3 (загальний об'єм 1,36 млн м3).
Між сховищами Таан і Касекнан прокладено тунель довжиною до двох кілометрів, після чого від водозабору на Касекнан ресурс надходить у п'ять підземних камер розмірами 8х10х60 метрів кожна, призначених для видалення осаду. Звідси підготована вода потрапляє до головного дериваційного тунелю, який прямує у південно-західному напрямку під водорозділом зі сточищем річки Пантабанган, правої притоки Пампанги, котра впадає у північну частину Манільської затоки Південно-Китайського моря. Загальна довжина тунелю (з урахуванням відтинку від Таан) становить 23,5 км, при цьому він розділений на дві частини сталевим водоводом довжиною 270 метрів, необхідним для переходу через долину річки Абуйо (права притока Діголіат, яка впадає у водосховище ГЕС Пантабанган). Тунель виконаний в діаметрі 6,5 метра.
Споруджений у підземному виконанні машинний зал обладнали двома турбінами типу Френсіс потужністю по 75 МВт, які використовують напір у 265 метрів.
Відпрацьована вода по відвідному тунелю довжиною 1,25 км з діаметром 5,5 метра відводиться у водосховище ГЕС Пантабанган.
Окрім виробництва електроенергії комплекс забезпечує зрошення 45 тисяч гектарів земель (включаючи стабілізацію іригації на 10 тисячах гектарів).